# Dominic Su Haw Chiu
Dominic Su Haw Chiu (chiń. 蘇孝洲; pinyin Sū Xiàozhōu; ur. 29 maja 1939 w Sibu) – malezyjski duchowny rzymskokatolicki, w latach 1987–2011 biskup Sibu.

## Życiorys
Święcenia kapłańskie przyjął 4 grudnia 1969. 22 grudnia 1986 został prekonizowany biskupem Sibu. Sakrę biskupią otrzymał 6 stycznia 1987. 24 grudnia 2011 przeszedł na emeryturę.